# Natação nos Jogos Olímpicos de Verão da Juventude de 2010 - 50 m peito masculino
As provas dos 50 metros bruços/peito masculino da natação nos Jogos Olímpicos de Verão da Juventude de 2010 foram realizadas nos dias 19 e 20 de agosto, na Escola dos Desportos, em Cingapura. 19 nadadores estavam inscritos neste evento.

## Medalhistas
| Ouro   | CRO Ivan Capan       |
| Prata  | AUS Nicholas Schafer |
| Bronze | ROM Razvan Tudosie   |

## Eliminatórias

### Eliminatória 1
| Pos. | Raia | Nome                     | País                | Tempo | Notas           |
| ---- | ---- | ------------------------ | ------------------- | ----- | --------------- |
| 1    | 5    | Nicholas Schafer         | AUS Austrália       | 28.82 | Q               |
| 2    | 4    | Vaidotas Blažys          | LTU Lituânia        | 29.74 | Q               |
| 3    | 6    | Sheng Jun Pang           | SIN Singapura       | 30.36 | Q               |
| 4    | 7    | Tarco Llobet             | BOL Bolívia         | 33.19 | Q               |
|      | 2    | Yao Messa Roger Amegbeto | TOG Togo            |       | Desclassificado |
|      | 3    | Yun Chun-Il              | PRK Coreia do Norte |       | Desclassificado |

### Eliminatória 2
| Pos. | Raia | Nome           | País        | Tempo | Notas |
| ---- | ---- | -------------- | ----------- | ----- | ----- |
| 1    | 5    | Razvan Tudosie | ROM Romênia | 28.74 | Q     |
| 2    | 4    | Anton Lobanov  | RUS Rússia  | 28.93 | Q     |
| 3    | 3    | Imri Ganiel    | ISR Israel  | 29.52 | Q     |
| 4    | 6    | Timo Vaimann   | EST Estônia | 30.37 | Q     |
| 5    | 7    | Mohamed Camara | GUI Guiné   | 35.56 | Q     |
| 6    | 2    | Nts'Eke Setho  | LES Lesoto  | 36.56 | Q     |

### Eliminatória 3
| Pos. | Raia | Nome                   | País                 | Tempo | Notas |
| ---- | ---- | ---------------------- | -------------------- | ----- | ----- |
| 1    | 5    | Ivan Capan             | CRO Croácia          | 29.15 | Q     |
| 2    | 4    | Ioannis Karpouzlis     | GRE Grécia           | 29.17 | Q     |
| 3    | 6    | Flavio Bizzarri        | ITA Itália           | 29.41 | Q     |
| 4    | 3    | Vinicius Borges        | BRA Brasil           | 29.73 | Q     |
| 5    | 7    | Simon Beck             | LIE Liechtenstein    | 31.36 | Q     |
| 6    | 2    | Ian Nakmai             | PNG Papua-Nova Guiné | 32.06 | Q     |
| 7    | 1    | Joachim Ofosuhena-Wise | GHA Gana             | 36.80 |       |

## Semifinais

### Semifinal 1
| Pos. | Raia | Nome             | País              | Tempo | Notas      |
| ---- | ---- | ---------------- | ----------------- | ----- | ---------- |
| 1    | 4    | Nicholas Schafer | AUS Austrália     | 28.83 | Q          |
| 2    | 5    | Ivan Capan       | CRO Croácia       | 29.10 | Q          |
| 3    | 3    | Flavio Bizzarri  | ITA Itália        | 29.46 | Q          |
| 4    | 6    | Vinicius Borges  | BRA Brasil        | 29.75 |            |
| 5    | 2    | Sheng Jun Pang   | SIN Singapura     | 30.11 |            |
| 6    | 7    | Simon Beck       | LIE Liechtenstein | 31.31 |            |
| 7    | 8    | Nts'Eke Setho    | LES Lesoto        | 35.57 |            |
|      | 1    | Tarco Llobet     | BOL Bolívia       |       | Não largou |

### Semifinal 2
| Pos. | Raia | Nome               | País                 | Tempo | Notas |
| ---- | ---- | ------------------ | -------------------- | ----- | ----- |
| 1    | 5    | Anton Lobanov      | RUS Rússia           | 28.87 | Q     |
| 2    | 4    | Razvan Tudosie     | ROM Romênia          | 28.92 | Q     |
| 3    | 3    | Ioannis Karpouzlis | GRE Grécia           | 29.04 | Q     |
| 4    | 6    | Imri Ganiel        | ISR Israel           | 29.21 | Q     |
| 5    | 2    | Vaidotas Blažys    | LTU Lituânia         | 29.58 | Q     |
| 6    | 7    | Timo Vaimann       | EST Estônia          | 30.75 |       |
| 7    | 1    | Ian Nakmai         | PNG Papua-Nova Guiné | 31.66 |       |
| 8    | 8    | Mohamed Camara     | GUI Guiné            | 35.17 |       |

## Final
| Pos.              | Raia | Nome               | País          | Tempo | Notas |
| ----------------- | ---- | ------------------ | ------------- | ----- | ----- |
| Medalha de ouro   | 2    | Ivan Capan         | CRO Croácia   | 28.55 |       |
| Medalha de prata  | 4    | Nicholas Schafer   | AUS Austrália | 28.59 |       |
| Medalha de bronze | 3    | Razvan Tudosie     | ROM Romênia   | 28.69 |       |
| 4                 | 5    | Anton Lobanov      | RUS Rússia    | 28.76 |       |
| 5                 | 6    | Ioannis Karpouzlis | GRE Grécia    | 29.05 |       |
| 6                 | 7    | Imri Ganiel        | ISR Israel    | 29.45 |       |
| 7                 | 1    | Flavio Bizzarri    | ITA Itália    | 29.56 |       |
| 8                 | 8    | Vaidotas Blažys    | LTU Lituânia  | 29.71 |       |